# Catalaanse Solidariteit voor Onafhankelijkheid
Catalaanse Solidariteit voor Onafhankelijkheid (SI) (Catalaans: Solidaritat Catalana per la Independència) is een Catalaanse politieke partij die streeft naar een onafhankelijke Catalaanse staat. 

## Geschiedenis
Zij werd opgericht op 20 juli 2010 in de eerste plaats vanuit de middenveldorganisaties en burgerbewegingen die in 2009 en 2010 volksraadplegingen organiseerden rond het thema van de onafhankelijkheid van Catalonië. Bij de oorspronkelijke oprichters vinden we onder andere Joan Laporta ( de gewezen voorzitter van FC Barcelona) en volksvertegenwoordiger Uriel Bertran (gewezen lid van de Catalaanse partij 'Esquerra Republicana de Catalunya') terug. De keuze voor de naam verwijst naar een vroegere politieke coalitie van pro-Catalaanse partijen die onder de naam 'Catalaanse Solidariteit' actief was van 1906 tot 1909.
- Zetels in het regionale parlement van Catalonië
  - 2010: 4

## Ideologie
SI heeft de vorm van een gemeenschappelijk politiek platform dat voorstander is van een duidelijke en onmiddellijke staatkundige onafhankelijkheid voortgekomen uit onvrede met wat zij als de te pragmatische en te conformistische politiek ervaren van de andere Catalaanse partijen wat betreft Catalaans zelfbestuur. Bij het platform sloten zich 6 kleine independentistische partijen aan (Democràcia Catalana, Solidaritat per la Independència, Partit Republicà Català, Els Verds-Alternativa Verda, Catalunya Nació Independència en Partit Socialista d'Alliberament Nacional) en werd er deelgenomen aan de verkiezingen voor het Catalaans parlement in 2010. Haar slogans zijn : "Catalonië, de volgende staat van Europa" en "Wij maken onafhankelijkheid mogelijk!". De politieke lijst kreeg  de morele steun van verschillende Catalaanse personaliteiten waaronder van Hèctor López Bofill, Toni Strubell, Isabel-Clara Simó, Carles Solà, Josep Guia en Joel Joan.
Als resultaat van de Catalaanse verkiezingen van 2010 haalde de partij 3,28% van de stemmen en 4 volksvertegenwoordigers in het Catalaans Parlement. 3 kandidaten werden verkozen in het kiesdistrict Barcelona en 1 in het kiesdistrict Girona. In 2011 verliet mede-oprichter Joan Laporta de partij. Alfons López Tena werd de nieuwe partijvoorzitter.